# Journal of Clinical Pathology
La Revista de Patología Clínica es una revista médica revisada por pares, que cubre todos los aspectos de patología, publicado por el BMJ Grupo en favor de la Asociación de Patólogos Clínicos. Las áreas de diagnóstico y estudios cubiertos incluye histopatología, virología, hematología, microbiología, citopatología, patología química, patología molecular, patología forense, dermatopatología, neuropatología, e inmunopatología. Cada asunto contiene revisiones, artículos originales, informes cortos, informes de caso, correspondencia, y reseñas de libros.
En 2005 la Revista de Patología Clínica incorporó Patología Molecular (Mol. Pathol.) publicado de 1995 a 2004.

## Indexación e impacto
La revista es resumida e indexada en MEDLINE, Índice Medicus, Contenidos Actuales, y EMBASE/Excerpta Medica. Según los Informes de Cita de la Revista, su 2014 factor de impacto es 19º de 2.915 con 75 revistas en la categoría "Patología".
La revista ha sido citada más a menudo por las siguientes revistas: Patología Clínica,  Histopathology, Archivos de Medicina & de Laboratorio de la Patología, Patología Humana, y la Revista Mundial de Gastroenterology. Las revistas que ha sido citado más a menudo por la Revista de Patología Clínica es Revista de Patología Clínica, Revista americana de Patología Quirúrgica, Cáncer, Búsqueda de Cáncer, y Patología Moderna.